# Cielo extraterrestre

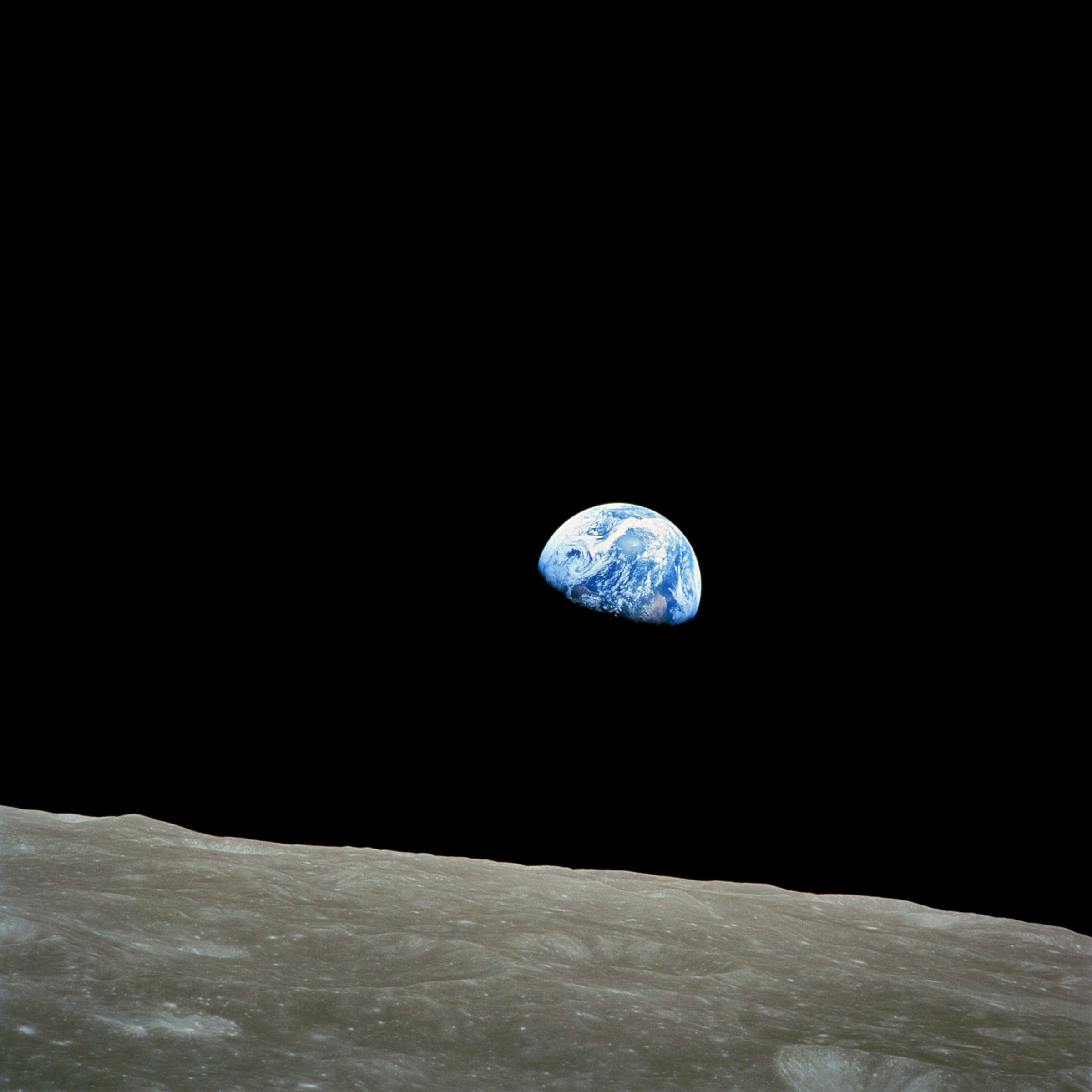
Un cielo extraterrestre histórico—«Salida de la Tierra», la Tierra vista desde la Luna. Fotografía tomada por el astronauta de Apolo 8 William Anders mientras estaba en órbita lunar, 24 de diciembre de 1968.

En astronomía, un cielo extraterrestre es la vista del espacio exterior desde la superficie de un cuerpo astronómico distinto a la Tierra.
El único cielo extraterrestre que ha sido observado directamente y fotografiado por astronautas es el de la Luna. Los cielos de Venus, Marte y Titán han sido observados por sondas espaciales diseñadas para aterrizar en la superficie y transmitir imágenes a la Tierra.
Las características del cielo extraterrestre varían sustancialmente debido a varios factores. La presencia de una atmósfera extraterrestre, si existe, influye significativamente en las características visibles. La densidad y la composición química de la atmósfera pueden contribuir a diferencias en el color, la opacidad (incluyendo la niebla) y la presencia de nubes. También pueden ser visibles objetos astronómicos, como satélites naturales, anillos, sistemas estelares, nebulosas y otros cuerpos de sistemas planetarios.

## Luminosidad y diámetro angular del Sol
La magnitud aparente del Sol cambia según la ley del inverso del cuadrado, por lo que la diferencia en magnitud debido a mayores o menores distancias desde diferentes cuerpos celestes puede predecirse con la siguiente fórmula:
{\displaystyle {\text{intensidad}}\ \propto \ {\frac {1}{{\text{distancia}}^{2}}}\,}
Donde «distancia» puede estar en km, UA, o cualquier otra unidad adecuada.
Por ejemplo, dado que Plutón está, en promedio, a 40 UA del Sol, se deduce que la estrella madre parecería {\displaystyle {\frac {1}{1600}}} veces más brillante que en la Tierra.
Aunque un observador terrestre notaría una disminución drástica en la luz solar disponible en estos entornos, el Sol seguiría siendo lo suficientemente brillante como para proyectar sombras incluso tan lejos como el hipotético Planeta Nueve, posiblemente ubicado a 1,200 UA, y por analogía aún superaría en brillo a la Luna llena vista desde la Tierra.
El cambio en el diámetro angular del Sol con la distancia se ilustra en el siguiente diagrama:

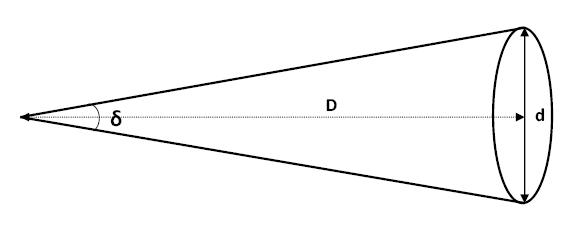
Diagrama para la fórmula del diámetro angular.

El diámetro angular de un círculo cuyo plano es perpendicular al vector de desplazamiento entre el punto de vista y el centro de dicho círculo se puede calcular usando la fórmula
{\displaystyle \delta =2\arctan \left({\frac {d}{2D}}\right),}
donde {\displaystyle \delta } es el diámetro angular, y {\displaystyle d} y {\displaystyle D} son el diámetro real y la distancia al objeto. Cuando {\displaystyle D\gg d}, tenemos {\displaystyle \delta \approx d/D}, y el resultado obtenido está en radianes.
Para un objeto esférico cuyo diámetro real es igual a {\displaystyle d_{\mathrm {act} },} y donde {\displaystyle D} es la distancia al centro de la esfera, el diámetro angular se puede encontrar con la fórmula
{\displaystyle \delta =2\arcsin \left({\frac {d_{\mathrm {act} }}{2D}}\right)}
La diferencia se debe a que los bordes aparentes de una esfera son sus puntos de tangencia, que están más cerca del observador que el centro de la esfera. Para uso práctico, la distinción es significativa solo para objetos esféricos relativamente cercanos, ya que la aproximación de ángulo pequeño se cumple para {\displaystyle x\ll 1}:
{\displaystyle \arcsin x\approx \arctan x\approx x}.

## Horizonte
En planetas terrestres y otros cuerpos celestes sólidos con efectos atmosféricos insignificantes, la distancia al horizonte para un «observador estándar» varía como la raíz cuadrada del radio del planeta. Así, el horizonte en Mercurio está a un 62% de la distancia que tendría en la Tierra, en Marte es un 73%, en la Luna es un 52%, en Mimas es un 18%, y así sucesivamente. La altura del observador debe considerarse al calcular la distancia al horizonte.

## Mercurio

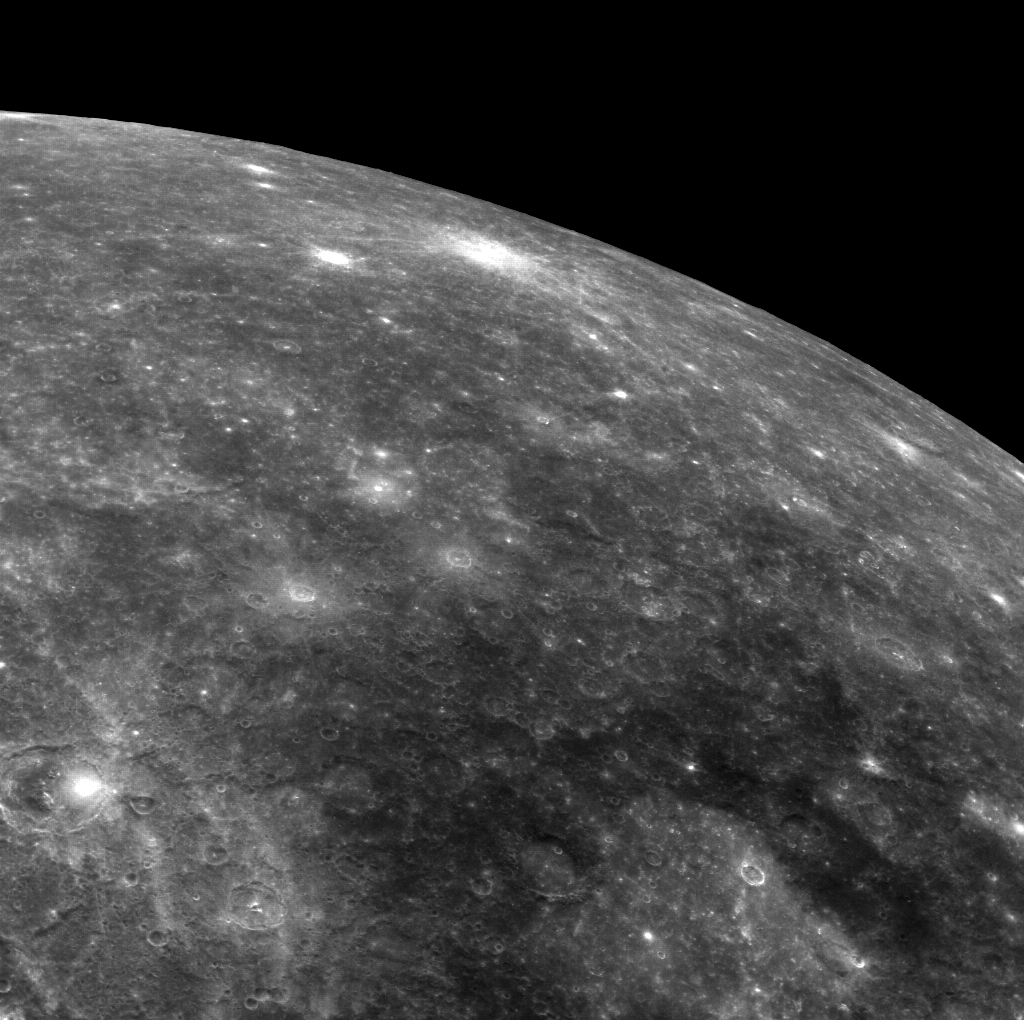
Mercurio – cielo visto desde la órbita.

Debido a que Mercurio tiene una atmósfera casi inexistente, la vista de los cielos del planeta no sería diferente a observar el espacio desde la órbita. Mercurio tiene una estrella polar meridional, α Pictoris, una estrella de magnitud 3,2, más tenue que Polaris (α Ursae Minoris) de la Tierra. Omicron Draconis es su estrella polar septentrional.

### Otros planetas vistos desde Mercurio
Después del Sol, el segundo objeto más brillante en el cielo de Mercurio es Venus, que es mucho más brillante allí que para los observadores terrestres. Esto se debe a que cuando Venus está más cerca de la Tierra, se encuentra entre la Tierra y el Sol, por lo que solo vemos su lado nocturno. Incluso cuando Venus es más brillante en el cielo terrestre, en realidad vemos solo una delgada media luna. Para un observador en Mercurio, en cambio, Venus está más cerca cuando está en oposición al Sol y muestra su disco completo. La magnitud aparente de Venus es tan brillante como −7,7.
La Tierra y la Luna también son muy prominentes, con magnitudes aparentes de aproximadamente −5 y −1,2, respectivamente. La distancia aparente máxima entre la Tierra y la Luna es de aproximadamente 15′. Todos los demás planetas son visibles como en la Tierra, pero algo menos brillantes en oposición, con la diferencia más notable para Marte.
La luz zodiacal probablemente es más prominente que desde la Tierra.

## Venus

Imagen coloreada (Venera 9, 1975). El color del cielo venusiano en la superficie es amarillo-naranja debido a la dispersión de Rayleigh o a un absorbedor azul en la atmósfera inferior, siendo blanco en altitudes más altas, mientras que la superficie es de un gris oscuro similar al basalto, posiblemente oxidado en rojo.

La atmósfera de Venus es tan densa que el Sol no es distinguible en el cielo diurno, y las estrellas no son visibles por la noche. Al estar más cerca del Sol, Venus recibe aproximadamente 1,9 veces más luz solar que la Tierra, pero debido a la densa atmósfera, solo alrededor del 20% de la luz llega a la superficie. Imágenes en color tomadas por las sondas soviéticas Venera sugieren que el cielo en Venus es naranja. Si el Sol pudiera verse desde la superficie de Venus, el tiempo de un amanecer al siguiente (un día solar) sería de 116,75 días terrestres. Debido a la rotación retrógrada de Venus, el Sol parecería salir por el oeste y ponerse por el este.
Un observador en las cimas de las nubes de Venus, por otro lado, daría la vuelta al planeta en unos cuatro días terrestres y vería un cielo en el que la Tierra y la Luna brillan intensamente (magnitudes de aproximadamente −6,6 y −2,7, respectivamente) en oposición. La separación angular máxima entre la Luna y la Tierra desde la perspectiva de Venus es de 0,612°, aproximadamente la misma separación de un centímetro a un metro de distancia, y coincidentemente, casi el tamaño aparente de la Luna visto desde la Tierra. Mercurio también sería fácil de detectar, porque está más cerca y es más brillante, hasta una magnitud de −2,7, y porque su máxima elongación desde el Sol es considerablemente mayor (40,5°) que cuando se observa desde la Tierra (28,3°).
42 Draconis es la estrella más cercana al polo norte de Venus. Eta¹ Doradus es la más cercana a su polo sur. La IAU usa la regla de la mano derecha para definir un «polo positivo» con el propósito de determinar la orientación. Usando esta convención, Venus está inclinada 177° («al revés»), y el polo positivo es en realidad el polo sur.

## La Luna
La atmósfera de la Luna es insignificante, prácticamente un vacío, por lo que su cielo es negro, como en el caso de Mercurio. Durante el crepúsculo lunar, los astronautas han observado algunos rayos crepusculares y el resplandor del horizonte lunar de la atmósfera iluminada, además de fenómenos de luz interplanetaria como la luz zodiacal. Además, el Sol es tan brillante que sigue siendo muy difícil ver estrellas durante el día lunar, excepto posiblemente las más brillantes como Sirius, a menos que el observador esté bien protegido de la luz solar (directa o reflejada desde el suelo), mientras que los planetas más brillantes son observables. En la cara visible de la Luna durante la noche lunar, esto es similar debido al brillo de la Tierra reflejando la luz solar, produciendo el llamado luz terrestre, creando condiciones de superficie entre 43 y 55 veces más brillantes que una luna llena en la Tierra.
La Luna tiene una estrella polar meridional, δ Doradus, una estrella de magnitud 4,34, mejor alineada que Polaris (α Ursae Minoris) de la Tierra, pero mucho más tenue. Su estrella polar septentrional es Omicron Draconis.

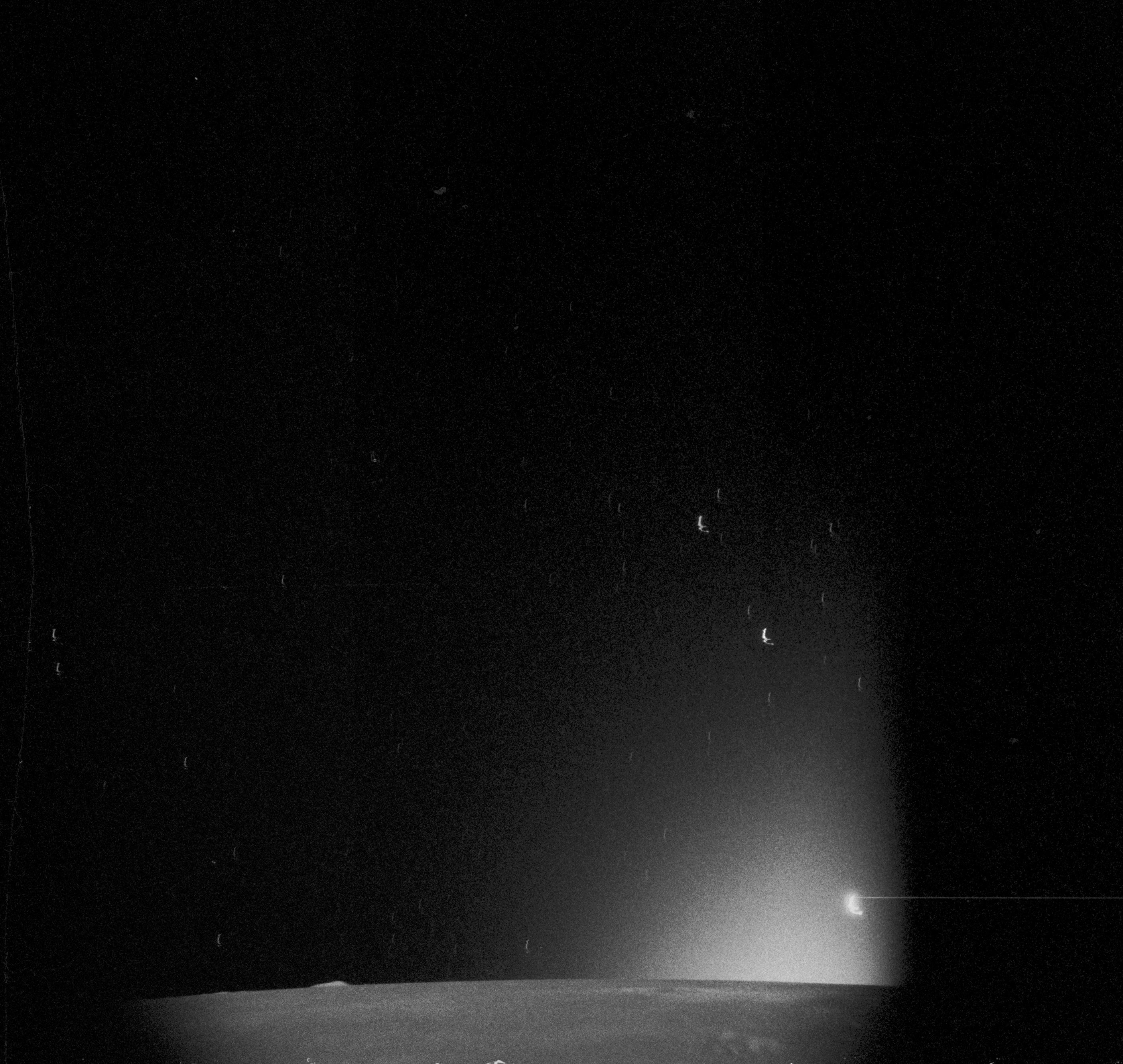
Corona solar y la luz zodiacal extendiéndose a lo largo de la eclíptica donde Venus es visible, el objeto más brillante similar a una estrella borrosa en la fotografía, visto desde la Luna bajo luz terrestre, durante Apolo 15.
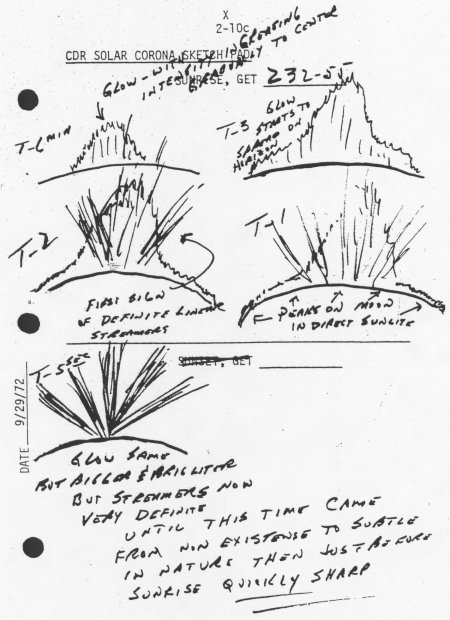
La delgada atmósfera lunar es visible en la superficie de la Luna en el amanecer y el atardecer con el resplandor del horizonte lunar[17] y los rayos crepusculares lunares, similares a los rayos crepusculares de la Tierra. Este boceto de Apolo 17 representa el resplandor y los rayos[18] entre la luz zodiacal general.

### Sol y Tierra en el cielo lunar

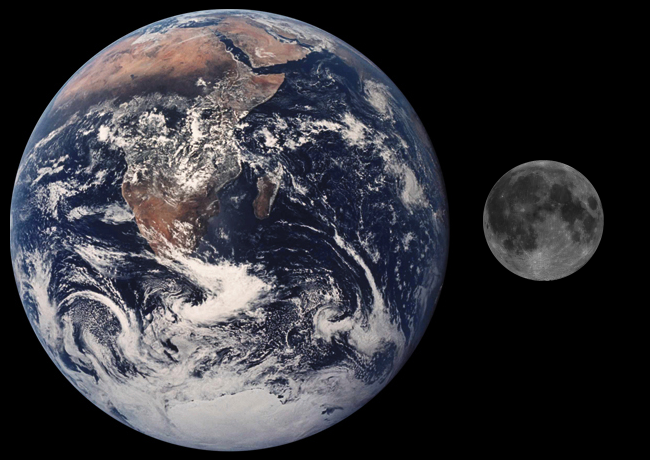
En el cielo de la Luna, la Tierra tiene un tamaño angular de 1° 48′ a 2°, unas 3.7 veces el tamaño aparente de la Luna o el Sol en el cielo de la Tierra (debido al tamaño aparente casi igual de la Luna y el Sol a la distancia lunar).

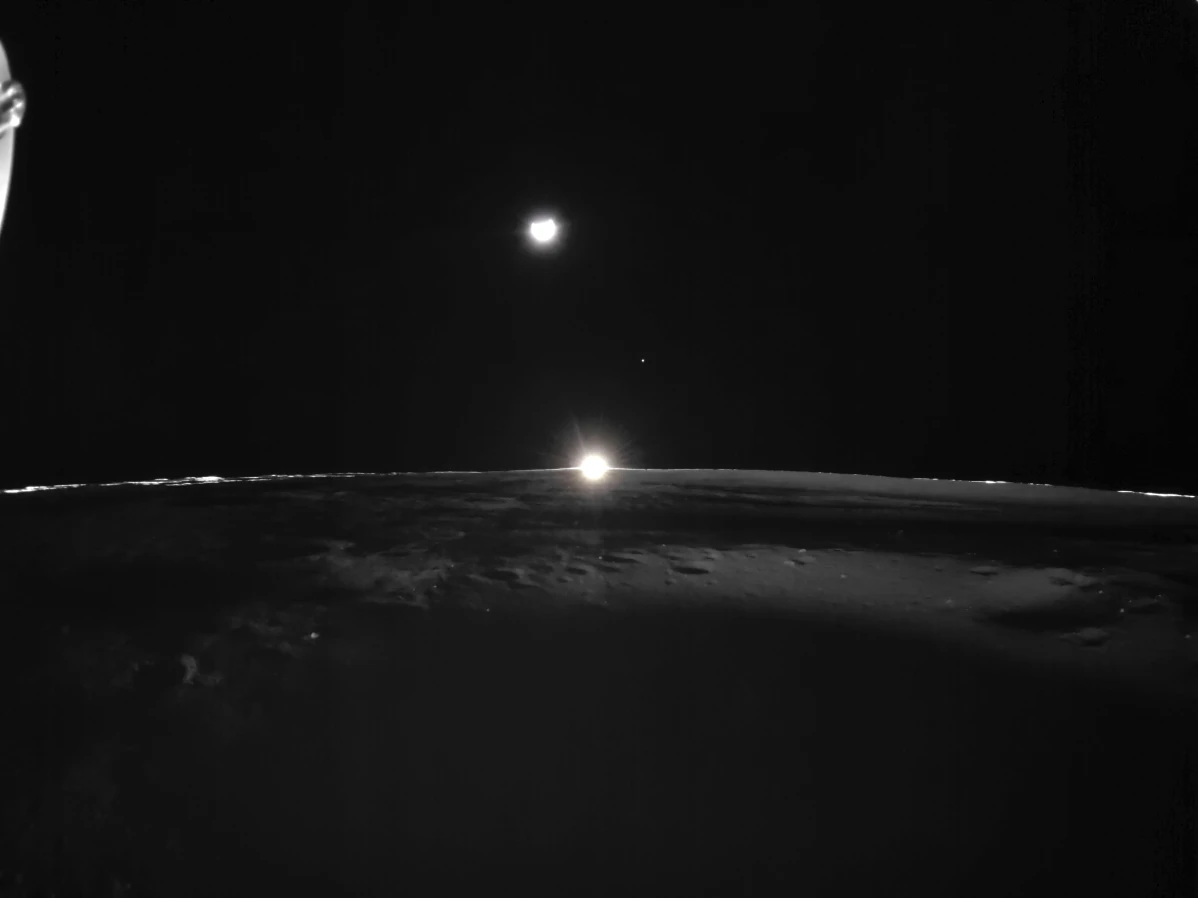
Atardecer en la Luna, con la Tierra en fase creciente y Venus entre ambos, visto por Blue Ghost.

Mientras el Sol se mueve por el cielo de la Luna en catorce días, el día de un día lunar o el mes lunar, la Tierra solo es visible en la cara visible de la Luna y se mueve alrededor de un punto central en el cielo de la cara visible.
Esto se debe a que la Luna siempre muestra la misma cara hacia la Tierra, resultado de la rotación síncrona de la Luna con la Tierra. Dicho esto, la Tierra se mueve ligeramente alrededor de un punto central en el cielo de la Luna, debido a la libración mensual. Por lo tanto, el amanecer o el atardecer de la Tierra en el horizonte lunar ocurre solo en unas pocas ubicaciones lunares y solo en un pequeño grado, en el límite entre la cara visible de la Luna y la cara oculta, y toma mucho más tiempo que un amanecer o atardecer en la Tierra debido a la lenta rotación mensual de la Luna.
La famosa imagen de Salida de la Tierra tomada por Apolo 8 es un caso en el que los astronautas se movieron alrededor de la Luna, haciendo que la Tierra se elevara sobre el horizonte lunar debido a ese movimiento.

### Luz terrestre (noche en la cara visible)
La luz terrestre es la luz reflejada por el Sol y reflejada por la Tierra.
La luz terrestre en la noche lunar es unas 43 veces más brillante, y a veces hasta 55 veces más brillante que una noche en la Tierra iluminada por la luz de la luna llena. Solo en la cara oculta y durante los eclipses lunares en la cara visible la noche se vuelve oscura (y más oscura que una noche sin luna en la Tierra). Nadie ha estado aún en la Luna durante su noche y ha experimentado la luz terrestre.

### Eclipses desde la Luna
Cuando a veces la Luna, la Tierra y el Sol se alinean exactamente en línea recta (una sizigia), la Luna o la Tierra pasan por la sombra del otro, produciendo un eclipse para un observador en la superficie en la sombra.
Cuando la Luna entra en la sombra de la Tierra, ocurre un eclipse solar en la cara visible de la Luna (que es observable como un eclipse lunar frente a la Luna). Dado que el diámetro aparente de la Tierra es cuatro veces mayor que el del Sol, el Sol estaría oculto detrás de la Tierra durante horas. La atmósfera terrestre sería visible como un anillo rojizo. Durante la misión Apolo 15, se intentó usar la cámara de televisión del Vehículo Lunar Rover para ver tal eclipse, pero la cámara o su fuente de energía falló después de que los astronautas regresaran a la Tierra.
Cuando la Tierra entra en la sombra de la Luna, ocurre un eclipse solar en la Tierra donde pasa la sombra de la Luna, y es visible frente a la Tierra como una sombra lunar cónica que viaja por el disco completo de la Tierra. El efecto sería comparable a la sombra de una pelota de golf proyectada por la luz solar sobre un objeto a 5 m (16 pies) de distancia. Los observadores lunares con telescopios podrían discernir la sombra de la umbra como un punto negro en el centro de una región menos oscura (penumbra). Se vería esencialmente igual que desde el Deep Space Climate Observatory, que orbita la Tierra en el punto L1 del sistema Tierra-Sol, a 1,5 millones de km (0,93 millones de millas) de la Tierra.

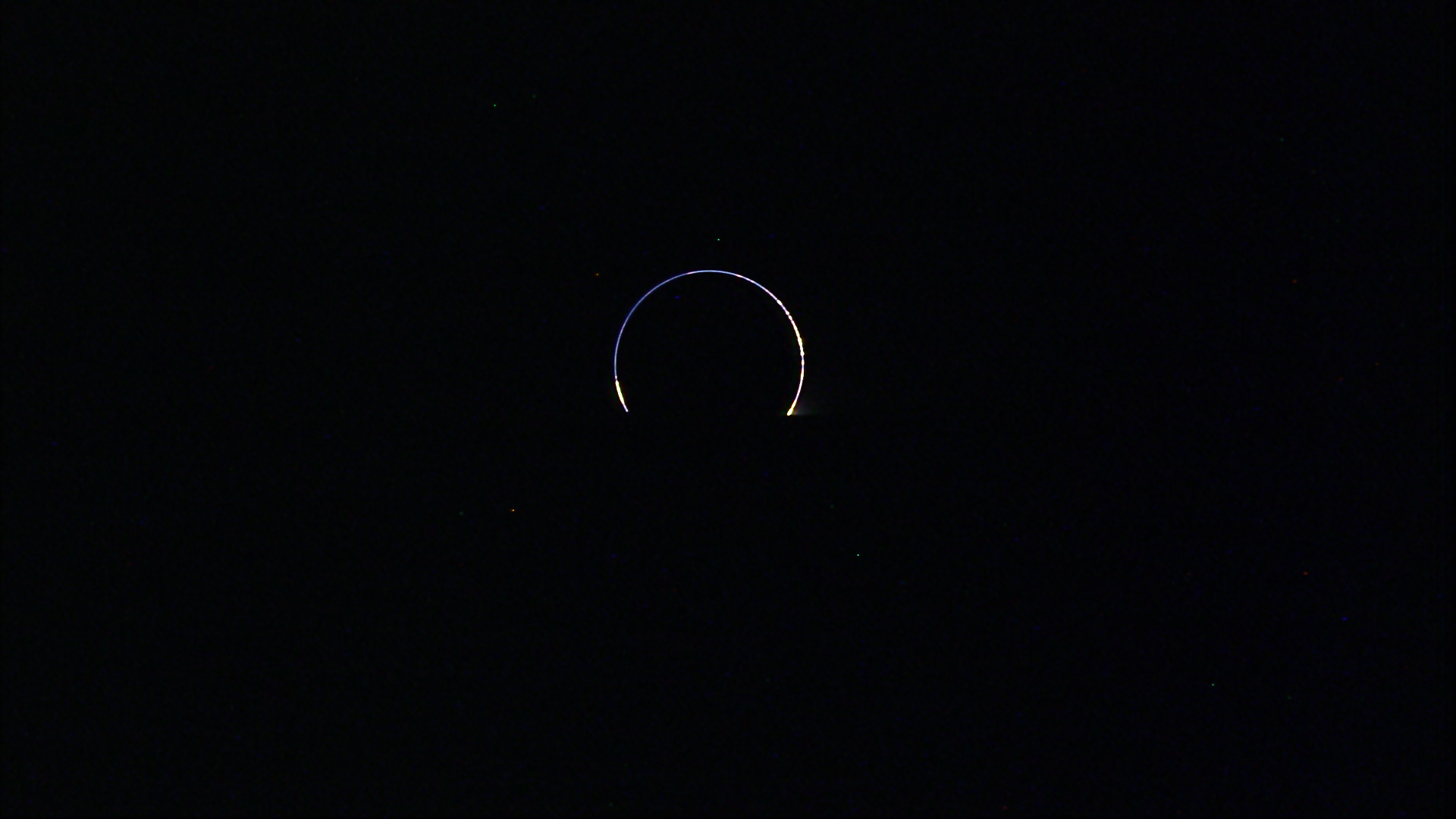
La sonda lunar SELENE observando un eclipse lunar desde la Luna.
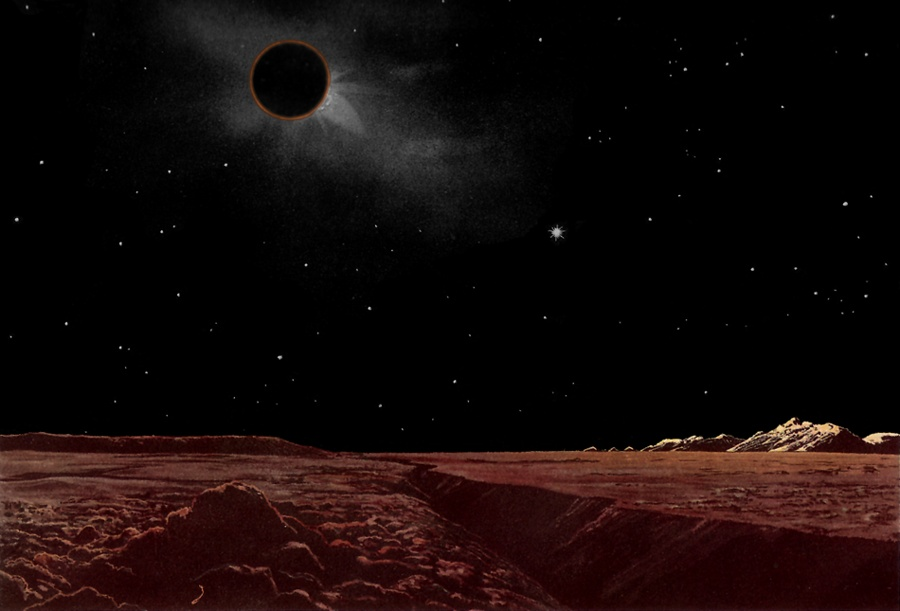
Una pintura de Lucien Rudaux que muestra cómo podría verse un eclipse lunar desde la superficie lunar.
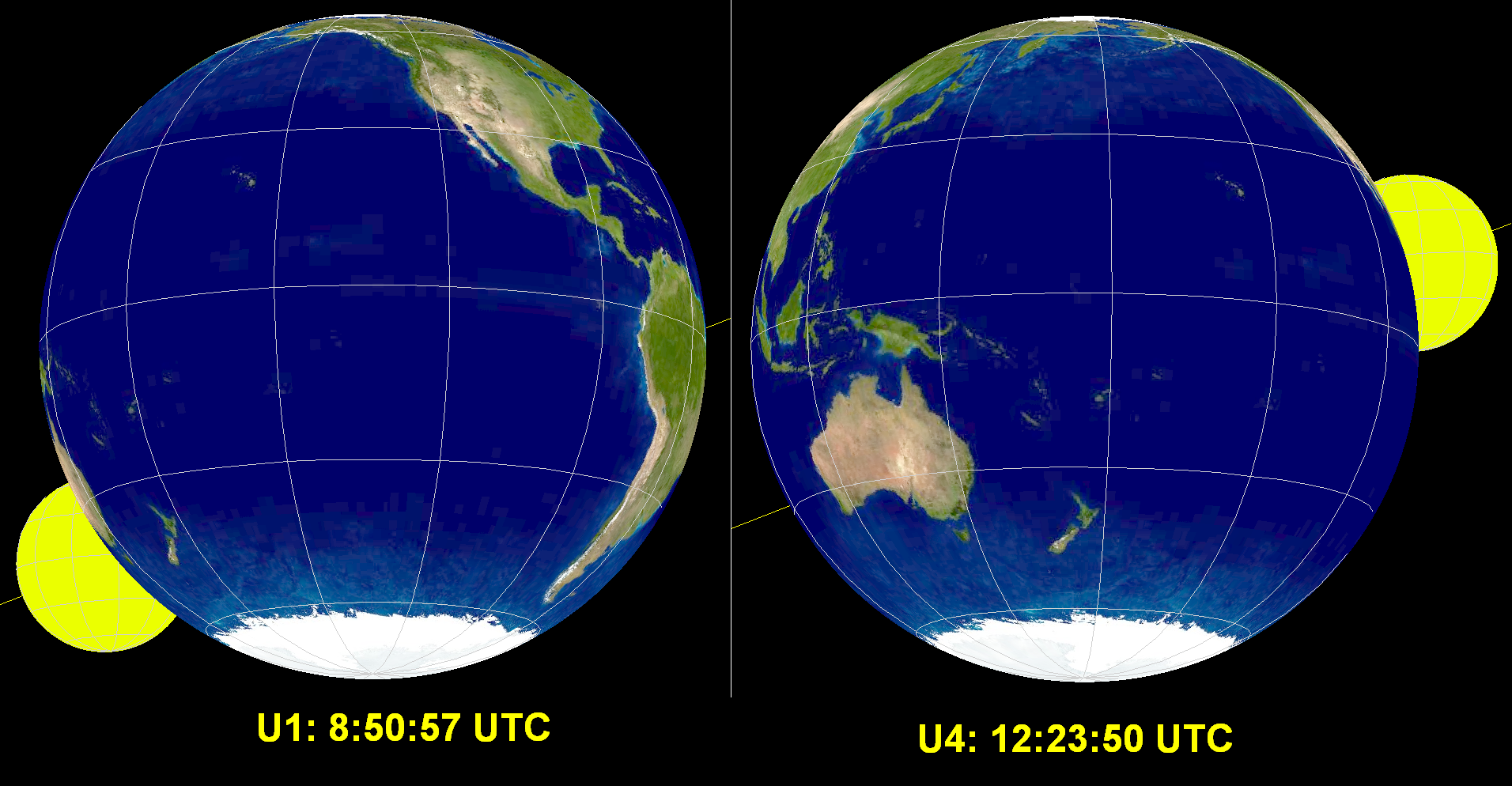
Simulación del inicio y el final del eclipse lunar del 28 de agosto de 2007, visto desde el centro de la Luna.
Desde el espacio, la sombra de la Luna durante el eclipse solar del 9 de marzo de 2016 aparece como un punto oscuro moviéndose por la Tierra.

## Marte
Marte tiene una atmósfera delgada; sin embargo, es extremadamente polvorienta y hay mucha luz dispersada. Por lo tanto, el cielo es bastante brillante durante el día y las estrellas no son visibles. La estrella polar septentrional de Marte es Deneb, aunque el polo real está algo desplazado hacia Alpha Cephei; es más preciso decir que las dos estrellas principales de la Cruz del Norte, Sadr y Deneb, señalan el polo celeste norte de Marte. Kappa Velorum está a solo un par de grados del polo celeste sur de Marte.

### Las lunas de Marte
Fobos aparece en el cielo de Marte con un tamaño angular de 4,1′, lo que permite reconocer su forma, viéndose más grande que Venus en el cielo terrestre, mientras que la Luna aparece en el cielo terrestre con un tamaño promedio de 31′.

### El color del cielo marciano
Generar imágenes en color verdadero desde la superficie de Marte es sorprendentemente complicado. Para mencionar solo un aspecto, está el efecto Purkinje, la respuesta del ojo humano al color depende del nivel de luz ambiental; los objetos rojos parecen oscurecerse más rápido que los objetos azules a medida que disminuye la iluminación. Hay mucha variación en el color del cielo reproducido en imágenes publicadas, ya que muchas de esas imágenes usaron filtros para maximizar su valor científico y no intentan mostrar el color verdadero. Durante muchos años, se pensó que el cielo en Marte era más rosado de lo que ahora se cree.
Ahora se sabe que durante el día marciano, el cielo tiene un color caramelo. Alrededor del amanecer y el atardecer, el cielo es de color rosa, pero en la vecindad del Sol poniente es azul. Esto es lo opuesto a la situación en la Tierra. El crepúsculo dura mucho tiempo después de que el Sol se pone y antes de que salga debido al polvo en la atmósfera de Marte.
En Marte, la dispersión de Rayleigh suele ser un efecto muy débil; el color rojo del cielo es causado por la presencia de óxido de hierro en las partículas de polvo suspendidas. Estas partículas son más grandes que las moléculas de gas, por lo que la mayor parte de la luz se dispersa por dispersión de Mie. El polvo absorbe la luz azul y dispersa longitudes de onda más largas (rojo, naranja, amarillo).

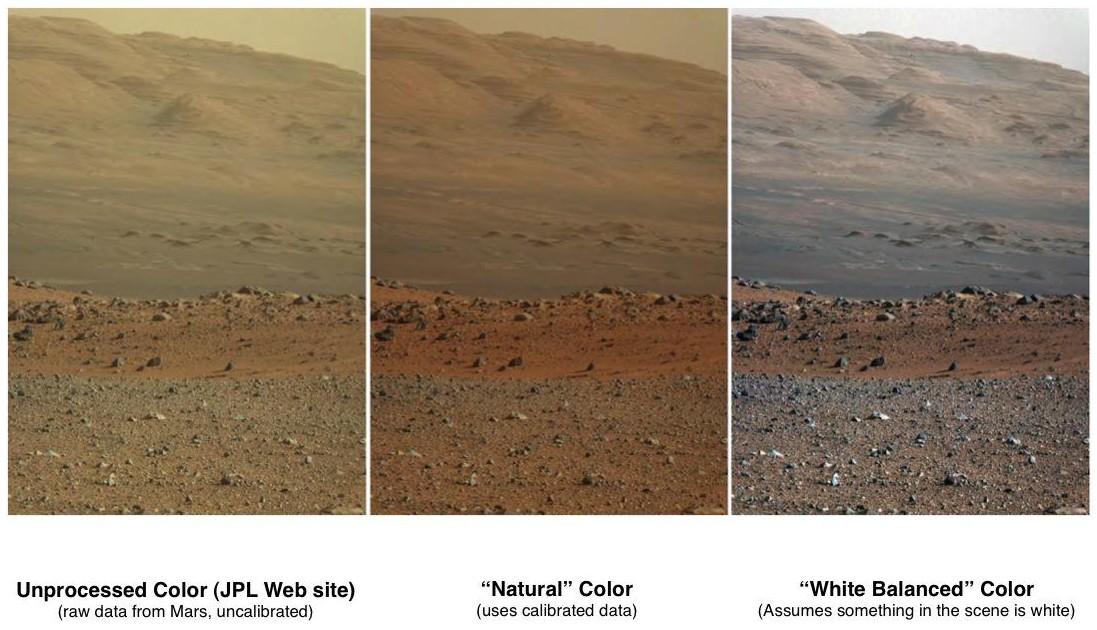
Comparación de versiones en color (crudo, natural, balance de blancos) del Monte Sharp (Aeolis Mons) en Marte.
Atardecer, Cráter Gale – secuencia de fotos por el rover Curiosity, 15 de abril de 2015.
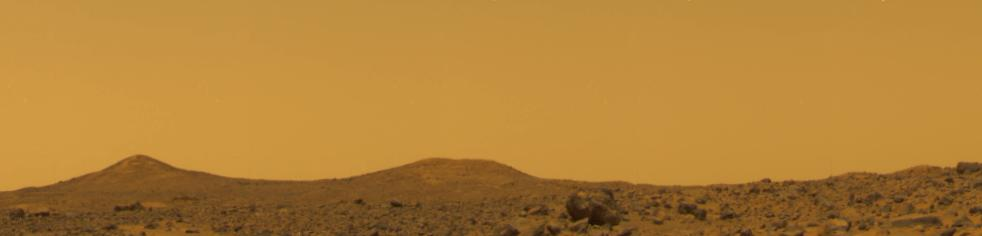
Cielo de Marte al mediodía, fotografiado por Mars Pathfinder (junio de 1999).
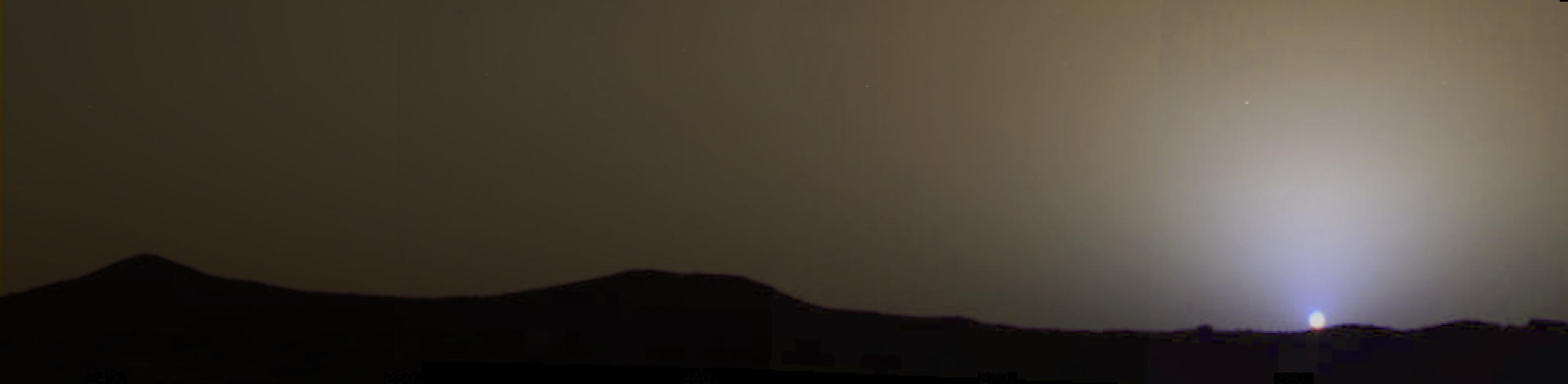
Cielo de Marte al atardecer, fotografiado por Mars Pathfinder (junio de 1999).
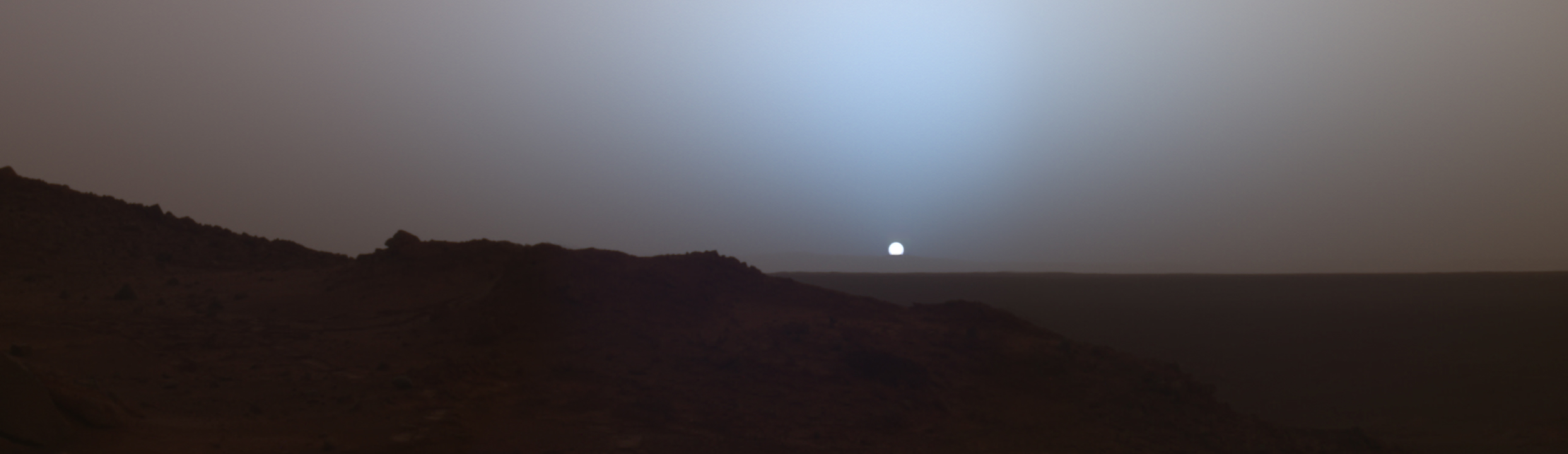
Cielo de Marte al atardecer, fotografiado por el rover Spirit (mayo de 2005).
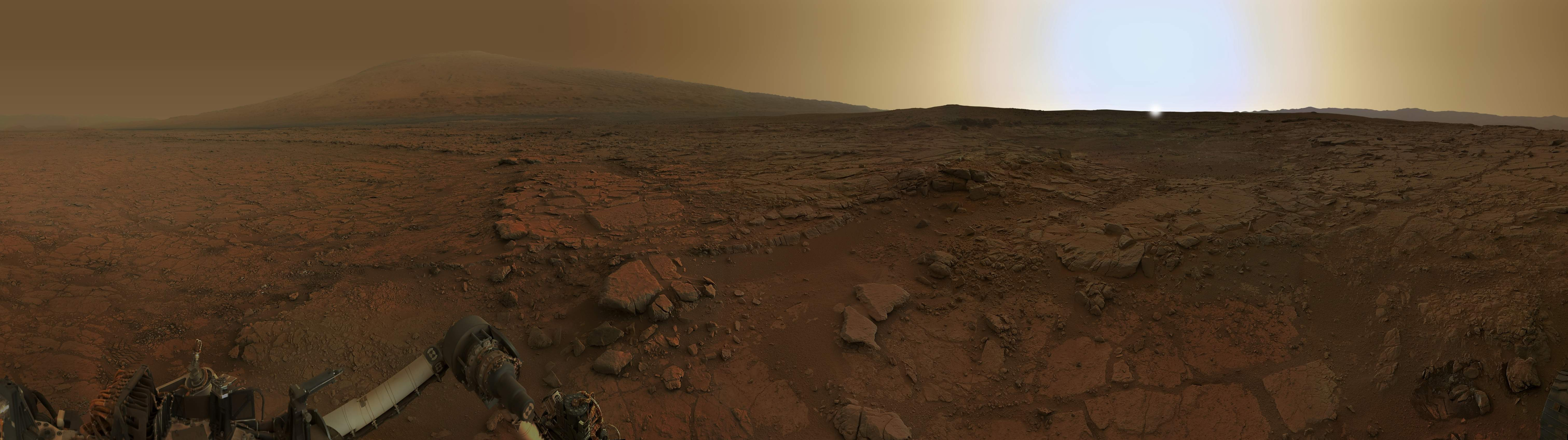
Cielo de Marte al atardecer, fotografiado por el rover Curiosity (febrero de 2013; Sol simulado por artista).

### El Sol desde Marte
El Sol visto desde Marte aparece con 5⁄8 del diámetro angular que se ve desde la Tierra (0,35°), y envía un 40% de la luz, aproximadamente el brillo de una tarde ligeramente nublada en la Tierra.
El 3 de junio de 2014, el rover Curiosity en Marte observó el planeta Mercurio transitando el Sol, marcando la primera vez que se observó un tránsito planetario desde un cuerpo celeste distinto a la Tierra.

### Tierra y Luna desde Marte
La Tierra es visible desde Marte como una estrella doble; la Luna sería visible a su lado como un compañero más tenue. La diferencia en brillo entre ambos sería mayor alrededor de la conjunción inferior. En ese momento, ambos cuerpos presentarían sus lados oscuros a Marte, pero la atmósfera terrestre compensaría en gran medida esto al refractar la luz solar, similar a lo que ocurre con la atmósfera de Venus. Por otro lado, la Luna, sin atmósfera, se comportaría como Mercurio, oscureciéndose completamente cuando está a pocos grados del Sol. En la conjunción inferior (para un observador terrestre, esto es la oposición de Marte y el Sol), la distancia visible máxima entre la Tierra y la Luna sería de unos 25′, cercana al tamaño aparente de la Luna en el cielo terrestre. El tamaño angular de la Tierra está entre 48,1″ y 6,6″, y el de la Luna entre 13,3″ y 1,7″, comparable al de Venus y Mercurio desde la Tierra. Cerca de la máxima elongación (47,4°), la Tierra y la Luna brillarían con magnitudes aparentes de −2,5 y +0,9, respectivamente.
| Año  | Evento | Imagen | Referencias   |
| ---- | --- | ------ | ------------- |
| 2003 | Tierra y Luna, fotografiadas por Mars Global Surveyor desde su órbita alrededor de Marte el 8 de mayo de 2003, 13:00 UTC. Sudamérica es visible. |        | [ 32 ] [ 33 ] |
| 2014 | Primera vista de la Tierra y la Luna por el rover Curiosity desde la superficie de Marte (31 de enero de 2014).                                  |        | [ 34 ]        |
| 2016 | Tierra y Luna vistas desde la órbita alrededor de Marte (MRO; HiRISE; 20 de noviembre de 2016).                                                  |        | [ 35 ]        |

### Venus desde Marte
Venus, vista desde Marte (cuando está cerca de la máxima elongación del Sol de 31,7°), tendría una magnitud aparente de aproximadamente −3,2.

## Júpiter
Aunque no se han tomado imágenes desde la atmósfera de Júpiter, las representaciones artísticas suelen asumir que el cielo del planeta es azul, aunque más tenue que el de la Tierra, ya que la luz solar allí es en promedio 27 veces más débil, al menos en las capas superiores de la atmósfera. Los estrechos anillos del planeta podrían ser débilmente visibles desde latitudes por encima del ecuador. Más abajo en la atmósfera, el Sol estaría oscurecido por nubes y neblina de varios colores, comúnmente azul, marrón y rojo. Aunque abundan las teorías sobre la causa de los colores, actualmente no hay una respuesta clara.
Desde Júpiter, el Sol parece cubrir solo 5 minutos de arco, menos de un cuarto de su tamaño visto desde la Tierra. El polo norte de Júpiter está a poco más de dos grados de Zeta Draconis, mientras que su polo sur está a unos dos grados al norte de Delta Doradus.

### Lunas de Júpiter vistas desde Júpiter
Además del Sol, los objetos más prominentes en el cielo de Júpiter son las cuatro lunas galileanas. Ío, la más cercana al planeta, sería ligeramente más grande que la luna llena en el cielo terrestre, aunque menos brillante, y sería la luna más grande del Sistema Solar vista desde su planeta madre. El mayor albedo de Europa no superaría su mayor distancia de Júpiter, por lo que no eclipsaría a Ío. De hecho, la baja constante solar a la distancia de Júpiter (3,7% de la de la Tierra) asegura que ninguna de las lunas galileanas sea tan brillante como la luna llena en la Tierra, ni ninguna otra luna en el Sistema Solar.

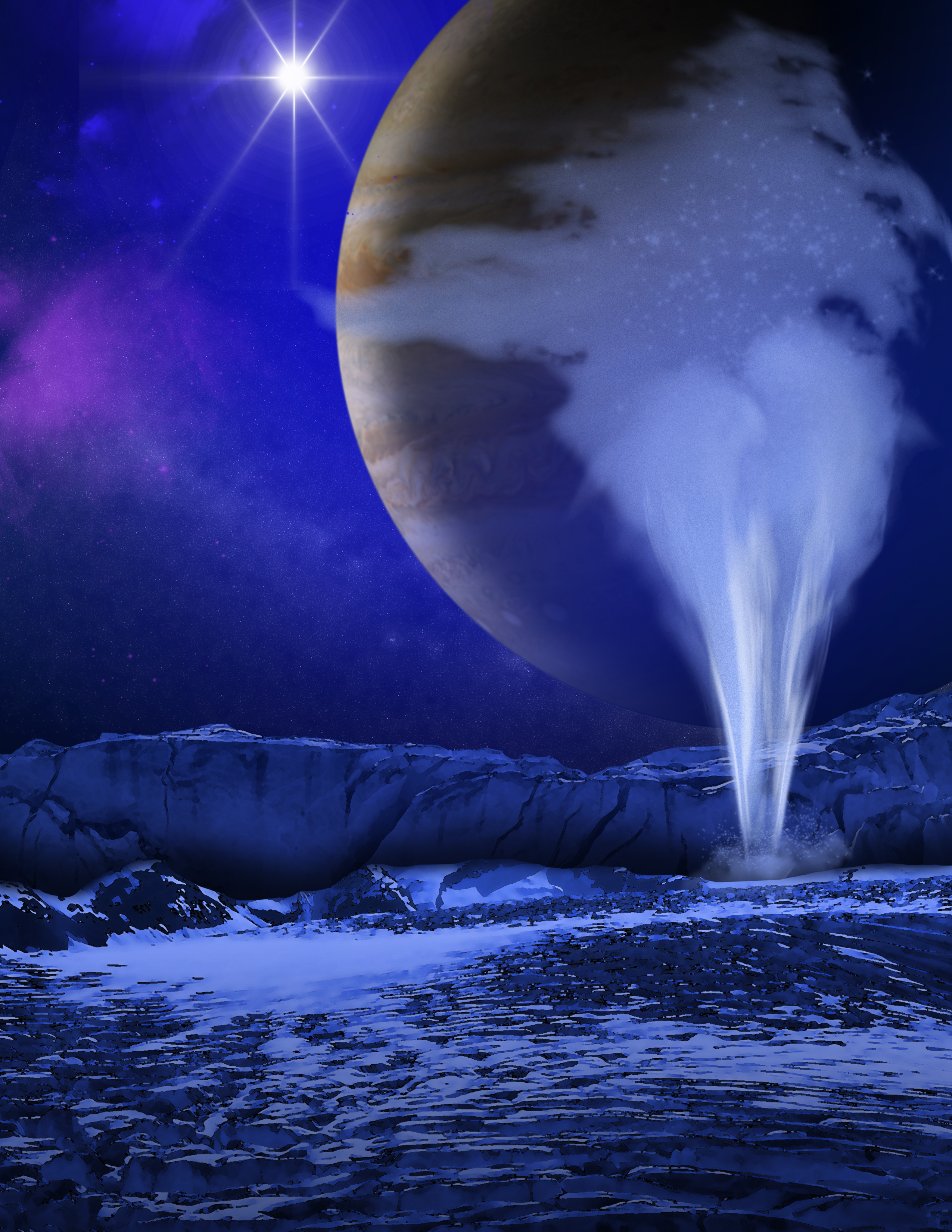
Pluma de vapor de agua en Europa (concepto artístico; 12 de diciembre de 2013)

Las cuatro lunas galileanas destacan por la rapidez de su movimiento en comparación con la Luna. Todas son lo suficientemente grandes como para eclipsar completamente el Sol. Debido a que la inclinación axial de Júpiter es mínima y las lunas galileanas orbitan en el plano del ecuador de Júpiter, los eclipses solares son bastante comunes.

### Los cielos de las lunas de Júpiter
Ninguna de las lunas de Júpiter tiene más que trazas de atmósfera, por lo que sus cielos son casi negros. Para un observador en una de las lunas, la característica más prominente del cielo sería, con mucho, Júpiter. Para un observador en Ío, la luna grande más cercana al planeta, el diámetro aparente de Júpiter sería de unos 20° (38 veces el diámetro visible de la Luna, cubriendo el 5% del cielo de Ío). Un observador en Metis, la luna más interna, vería el diámetro aparente de Júpiter aumentado a 68° (130 veces el diámetro visible de la Luna, cubriendo el 18% del cielo de Metis). Un «Júpiter lleno» sobre Metis brilla con aproximadamente el 4% del brillo del Sol (la luz en la Tierra de una luna llena es 400,000 veces más tenue que la luz solar).
Debido a que las lunas internas de Júpiter están en rotación síncrona alrededor de Júpiter, el planeta siempre aparece en casi el mismo lugar en sus cielos (Júpiter se tambalearía un poco debido a las excentricidades no nulas). Los observadores en los lados de las lunas galileanas que miran lejos del planeta nunca verían a Júpiter, por ejemplo.
Desde las lunas de Júpiter, los eclipses solares causados por las lunas galileanas serían espectaculares, porque un observador vería la sombra circular de la luna eclipsante atravesar la cara de Júpiter.

## Saturno

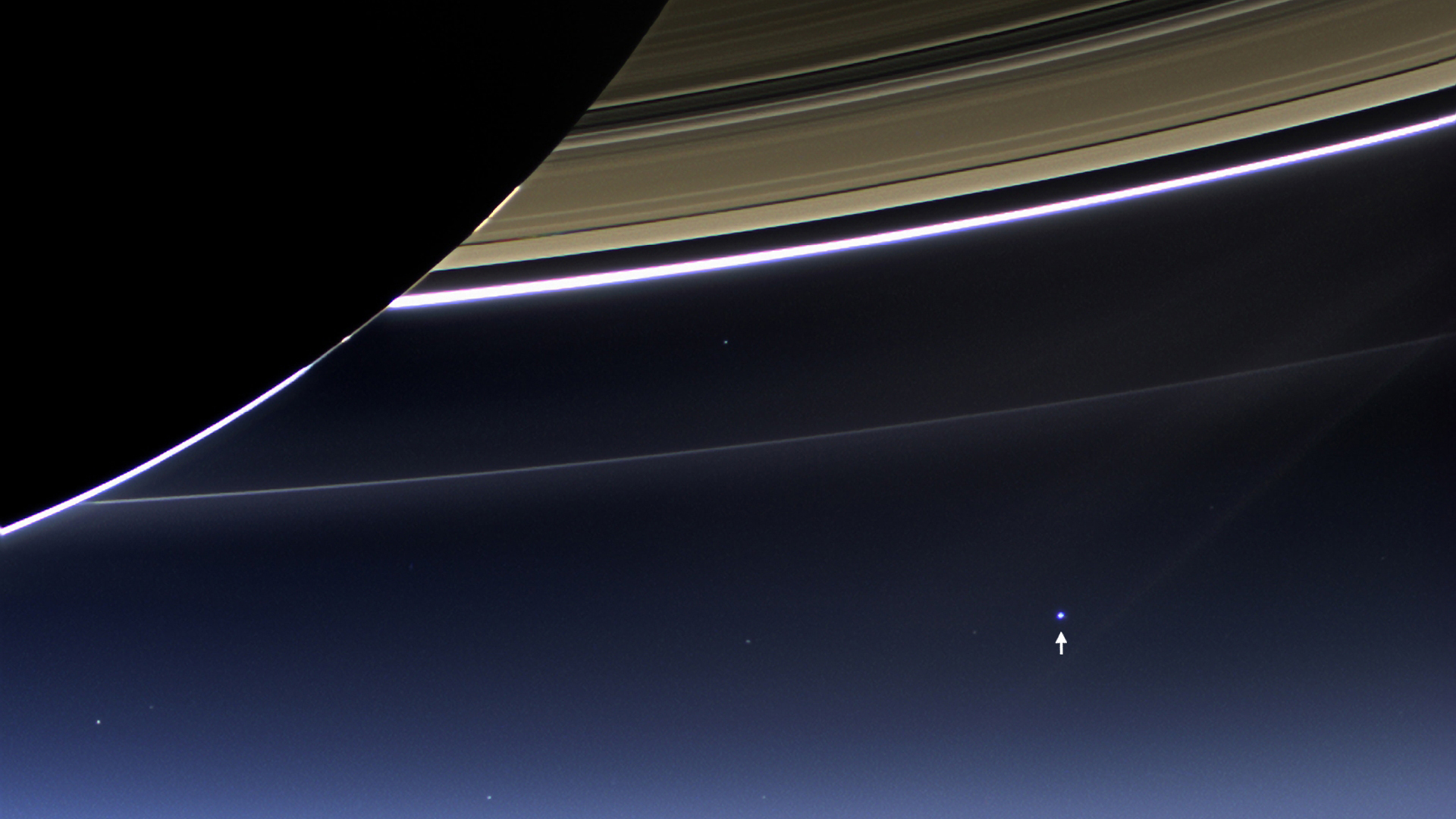
La nave espacial Cassini de la NASA fotografía El día que la Tierra sonrió mostrando la Tierra y la Luna (abajo a la derecha) desde Saturno (19 de julio de 2013).

El cielo en las capas superiores de la atmósfera de Saturno es azul (según las imágenes de la misión Cassini en el momento de su finalización en septiembre de 2017), pero el color predominante de sus cubiertas de nubes sugiere que podría ser amarillento más abajo. Las observaciones de naves espaciales muestran que se desarrolla una niebla estacional en el hemisferio sur de Saturno en su perihelio debido a su inclinación axial. Esto podría hacer que el cielo se vuelva amarillento en ocasiones. Como el hemisferio norte está orientado hacia el Sol solo en el afelio, el cielo allí probablemente permanecería azul. Los anillos de Saturno son casi seguramente visibles desde las capas superiores de su atmósfera. Los anillos son tan delgados que desde una posición en el ecuador de Saturno serían casi invisibles. Sin embargo, desde cualquier otro lugar del planeta, podrían verse como un arco espectacular que se extiende por la mitad del hemisferio celeste.
Delta Octantis es la estrella polar meridional de Saturno. Su polo norte está en la región septentrional lejana de Cefeo, a unos seis grados de Polaris.

### El cielo de Titán

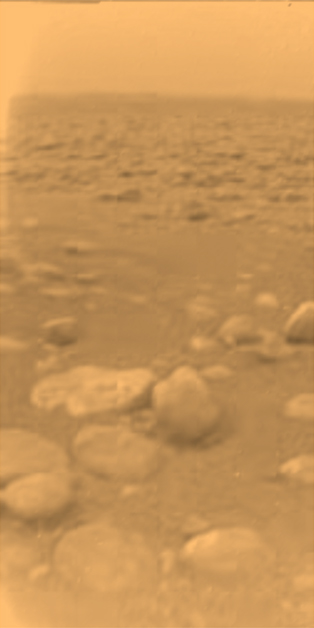
Superficie de Titán vista por la sonda Huygens.

Titán es la única luna del Sistema Solar con una atmósfera densa. Las imágenes de la sonda Huygens muestran que el cielo de Titán es de un color mandarina claro. Sin embargo, un astronauta parado en la superficie de Titán vería un color marrón/mandarina oscuro y brumoso. Como consecuencia de su mayor distancia del Sol y la opacidad de su atmósfera, la superficie de Titán recibe solo alrededor de 1⁄3000 de la luz solar que recibe la Tierra, por lo que el día en Titán es tan brillante como el crepúsculo en la Tierra. Es probable que Saturno esté permanentemente invisible detrás de una niebla naranja, y el Sol sería solo una mancha más clara en la bruma, apenas iluminando la superficie de hielo y lagos de metano. Sin embargo, en la atmósfera superior, el cielo tendría un color azul y Saturno sería visible. Con su atmósfera densa y lluvia de metano, Titán es el único cuerpo celeste además de la Tierra donde podrían formarse arcoíris en la superficie. Sin embargo, dada la extrema opacidad de la atmósfera en luz visible, la gran mayoría serían en el infrarrojo.

## Urano
Desde un punto de vista sobre las nubes en Urano, el cielo probablemente parecería azul oscuro. Es poco probable que los anillos del planeta sean visibles desde la atmósfera superior, ya que son muy delgados y oscuros. Urano tiene una estrella polar septentrional, Sabik (η Ophiuchi), una estrella de magnitud 2,4. Urano también tiene una estrella polar meridional, 15 Orionis, una estrella de magnitud 4,8. Ambas son más tenues que Polaris (α Ursae Minoris) de la Tierra, aunque Sabik solo ligeramente.

## Neptuno

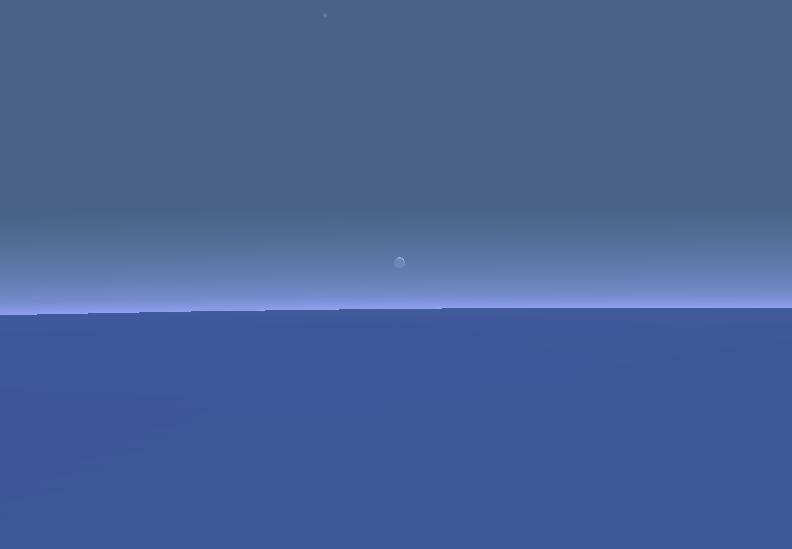
Tritón en el cielo de Neptuno (vista simulada)

El polo norte de Neptuno apunta a un punto a medio camino entre Gamma y Delta Cygni. Su estrella polar meridional es Gamma Velorum.
A juzgar por el color de su atmósfera, el cielo de Neptuno es probablemente de un azul celeste, similar al de Urano. Como en el caso de Urano, es poco probable que los anillos del planeta sean visibles desde la atmósfera superior, ya que son muy delgados y oscuros.
Además del Sol, el objeto más notable en el cielo de Neptuno es su gran luna Tritón, que aparecería ligeramente más pequeña que una luna llena en la Tierra. Se mueve más rápido que la Luna, debido a su período más corto (5,8 días) combinado con su órbita retrógrada. La luna menor Proteo mostraría un disco aproximadamente la mitad del tamaño de la luna llena. Sorprendentemente, todas las lunas internas menores de Neptuno cubren, en algún punto de sus órbitas, más de 10′ en el cielo de Neptuno. En algunos puntos, el diámetro angular de Despina rivaliza con el de Ariel desde Urano y Ganímedes desde Júpiter. Aquí están los diámetros angulares para las lunas de Neptuno (para comparación, la luna de la Tierra mide en promedio 31′ para observadores terrestres), Naiad, 7–13′; Thalassa, 8–14′; Despina, 14–22′; Galatea, 13–18′; Larissa, 10–14′; Proteo, 12–16′; Tritón, 26–28′. Una alineación de las lunas internas probablemente produciría un espectáculo impresionante. La mayor luna externa de Neptuno, Nereida, no es lo suficientemente grande como para aparecer como un disco desde Neptuno y no es notable en el cielo, ya que su brillo en fase llena varía de magnitud 2,2 a 6,4, dependiendo de en qué punto de su órbita excéntrica se encuentre. Las otras lunas externas irregulares no serían visibles a simple vista, aunque un observador telescópico dedicado podría detectar algunas en fase llena.
Al igual que con Urano, los bajos niveles de luz hacen que las lunas principales parezcan muy tenues. El brillo de Tritón en fase llena es solo −7,11, a pesar de que Tritón es más de cuatro veces intrínsecamente más brillante que la luna de la Tierra y orbita mucho más cerca de Neptuno.

### El cielo de Tritón

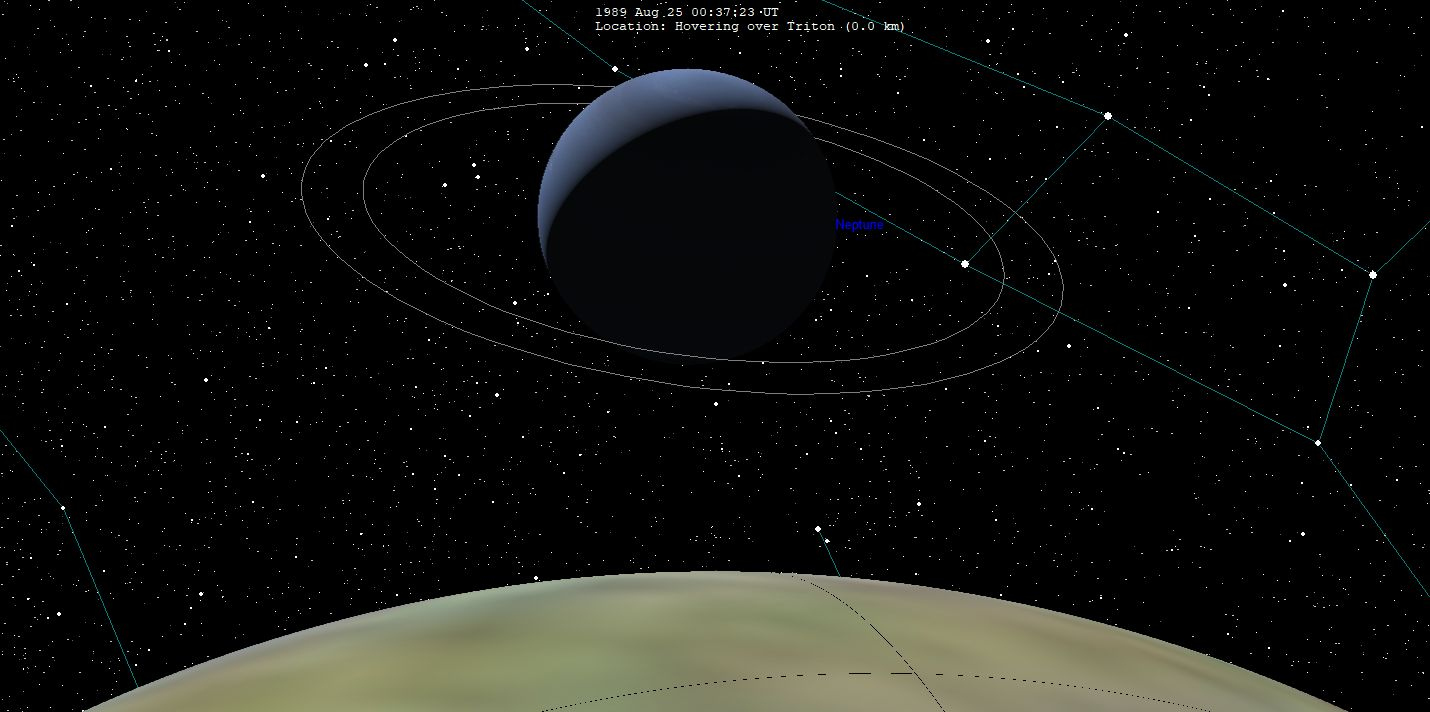
Neptuno en el cielo de Tritón (vista simulada)

Tritón, la luna más grande de Neptuno, tiene una atmósfera brumosa compuesta principalmente de nitrógeno. Debido a que Tritón orbita con rotación síncrona, Neptuno siempre aparece en la misma posición en su cielo. El eje de rotación de Tritón está inclinado 130° respecto al plano orbital de Neptuno y, por lo tanto, apunta dentro de los 40° del Sol dos veces por año neptuniano, similar a Urano. A medida que Neptuno orbita el Sol, las regiones polares de Tritón se turnan para enfrentar al Sol durante 82 años seguidos, lo que resulta en cambios estacionales radicales a medida que un polo, luego el otro, se mueve hacia la luz solar.
Neptuno mismo abarcaría 8 grados en el cielo de Tritón, aunque con un brillo máximo aproximadamente comparable al de la luna llena en la Tierra, parecería solo alrededor de 1⁄256 tan brillante como la luna llena, por unidad de área. Debido a su órbita excéntrica, Nereida variaría considerablemente en brillo, de quinta a primera magnitud; su disco sería demasiado pequeño para verse a simple vista. Proteo también sería difícil de resolver con solo 5–6 minutos de arco de ancho, pero nunca sería más tenue que la primera magnitud, y en su punto más cercano rivalizaría con Canopus.

## Objetos transneptunianos
Un objeto transneptuniano es cualquier planeta menor en el Sistema Solar que orbita el Sol a una distancia promedio (eje semi-mayor) mayor que la de Neptuno, 30 unidades astronómicas (UA).

### Plutón y Caronte
Plutón, acompañado por su luna más grande Caronte, orbita el Sol a una distancia generalmente fuera de la órbita de Neptuno, excepto durante un período de veinte años en cada órbita.
Desde Plutón, el Sol parece un punto para los ojos humanos, pero aún muy brillante, proporcionando aproximadamente de 150 a 450 veces la luz de la luna llena desde la Tierra (la variabilidad se debe a que la órbita de Plutón es muy elíptica, extendiéndose desde solo 4.4 mil millones de km hasta más de 7,3 mil millones de km del Sol). Sin embargo, los observadores humanos notarían una gran disminución en la luz disponible: la iluminancia solar a la distancia promedio de Plutón es de aproximadamente 85 lx, equivalente a la iluminación de un pasillo o baño de un edificio de oficinas.
La atmósfera de Plutón consiste en una envoltura delgada de nitrógeno, metano y gases de monóxido de carbono, todos derivados de los hielos de estas sustancias en su superficie. Cuando Plutón está cerca del Sol, la temperatura de su superficie sólida aumenta, causando que estos hielos se sublimen en gases. Esta atmósfera también produce una notable neblina azul que es visible al atardecer y posiblemente en otros momentos del día plutoniano.
Plutón y Caronte están bloqueados por marea entre sí. Esto significa que Caronte siempre presenta la misma cara a Plutón, y Plutón también siempre presenta la misma cara a Caronte. Los observadores en el lado lejano de Caronte desde Plutón nunca verían el planeta enano; los observadores en el lado lejano de Plutón desde Caronte nunca verían la luna. Cada 124 años, durante varios años, es la temporada de eclipses mutuos, durante la cual Plutón y Caronte se eclipsan alternadamente al Sol el uno para el otro en intervalos de 3,2 días. Caronte, visto desde la superficie de Plutón en el punto sub-Caronte, tiene un diámetro angular de aproximadamente 3,8°, casi ocho veces el diámetro angular de la Luna visto desde la Tierra y unas 56 veces el área. Sería un objeto muy grande en el cielo nocturno, brillando aproximadamente al 8% del brillo de la Luna (parecería más oscuro que la Luna porque su menor iluminación proviene de un disco más grande). La iluminancia de Caronte sería de aproximadamente 14 mlx (en comparación, un cielo nocturno claro sin luna es de 2 mlx, mientras que una luna llena está entre 300 y 50 mlx).

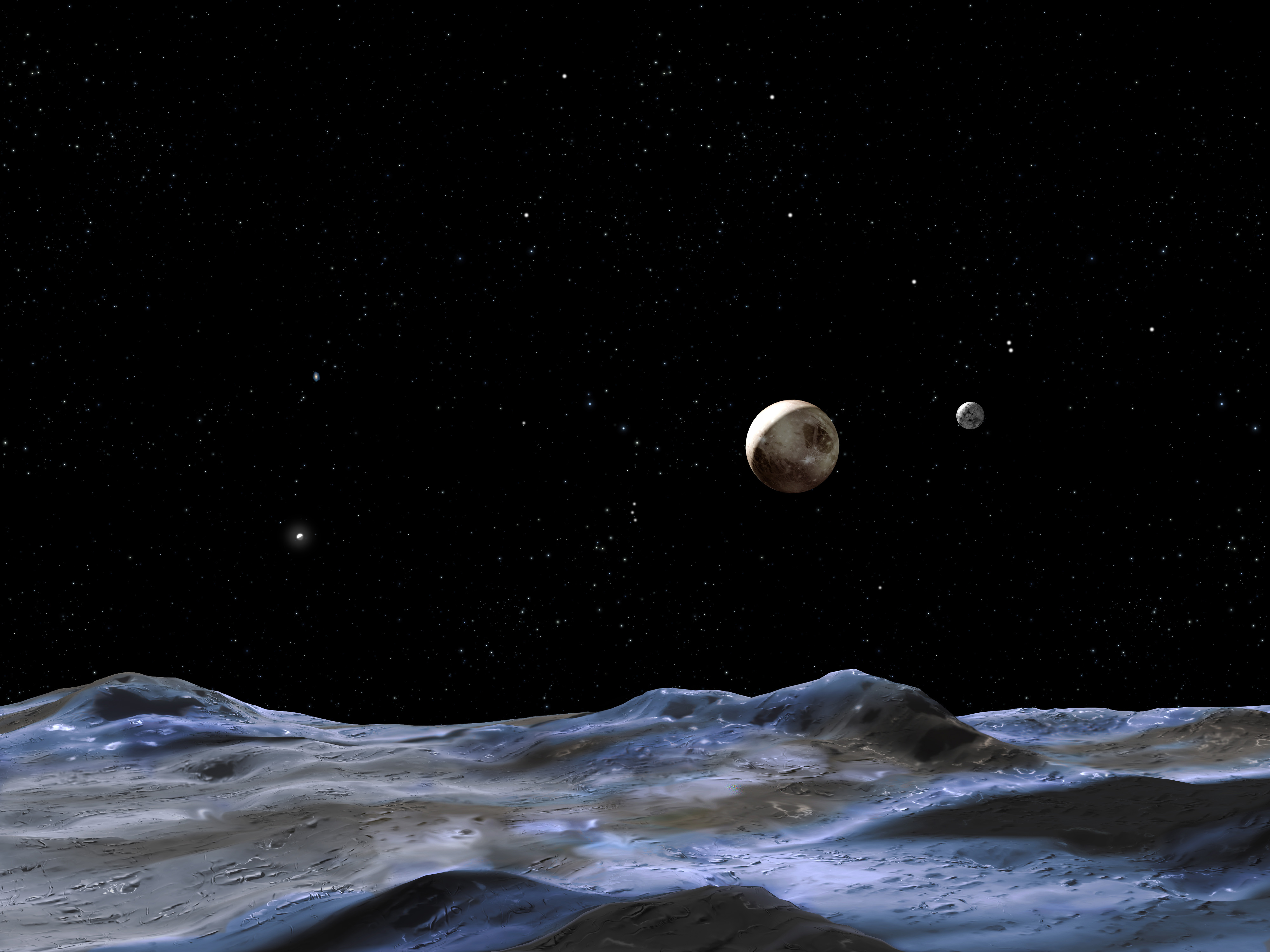
Vista desde Hidra. Plutón y Caronte (derecha); Nix (izquierda) (concepto artístico).
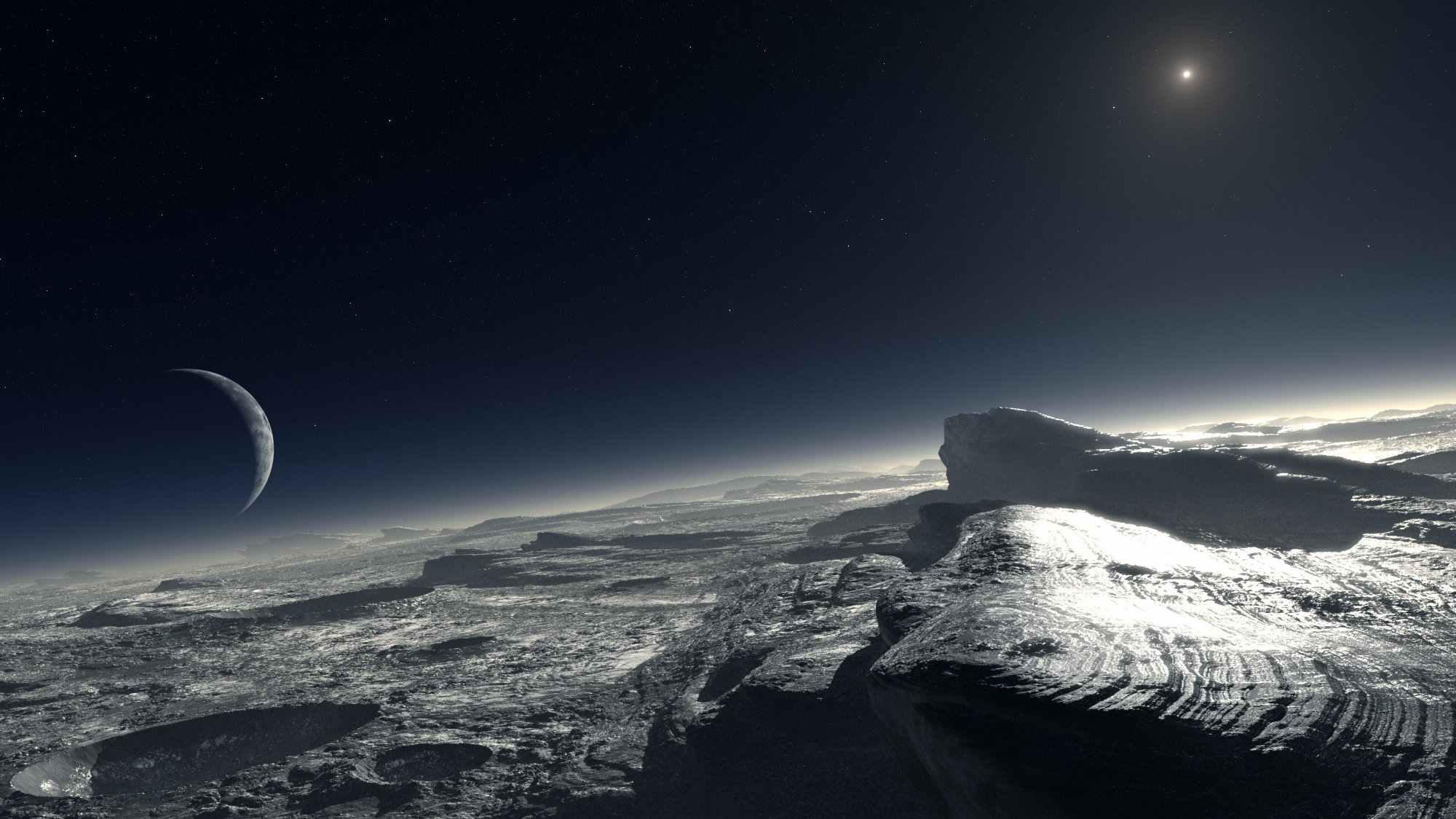
Vista desde Plutón. Sol (arriba-derecha); Caronte (izquierda) (concepto artístico).
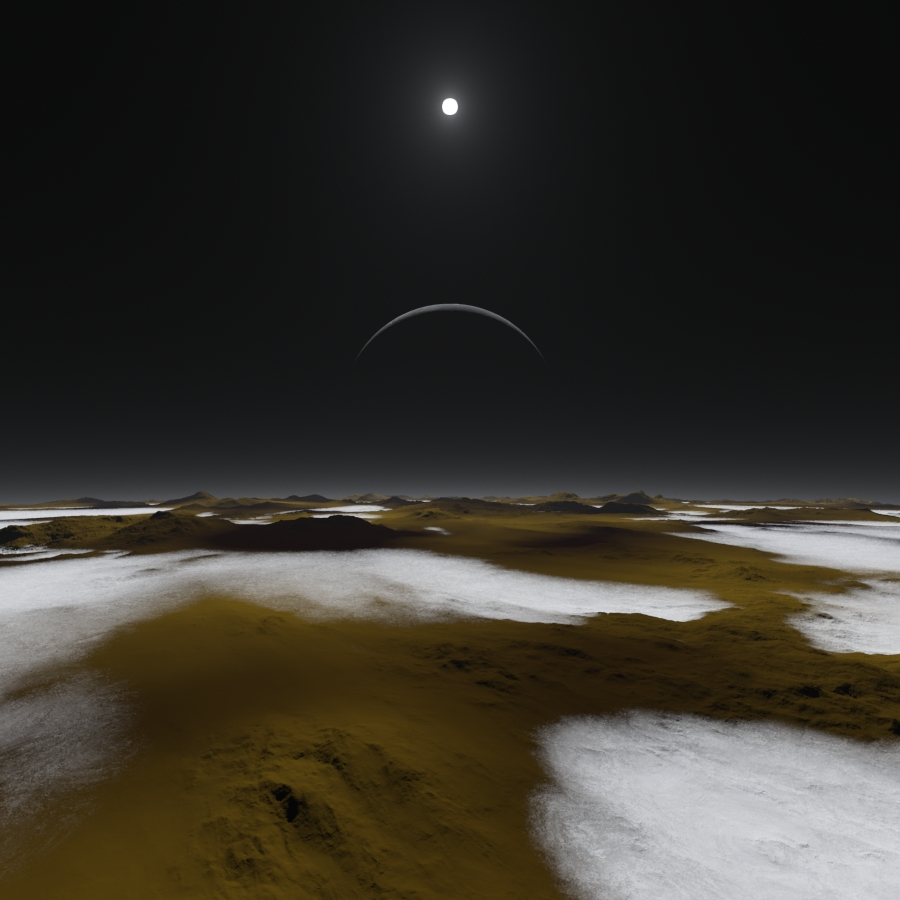
Vista desde Plutón de Caronte y el Sol (concepto artístico).
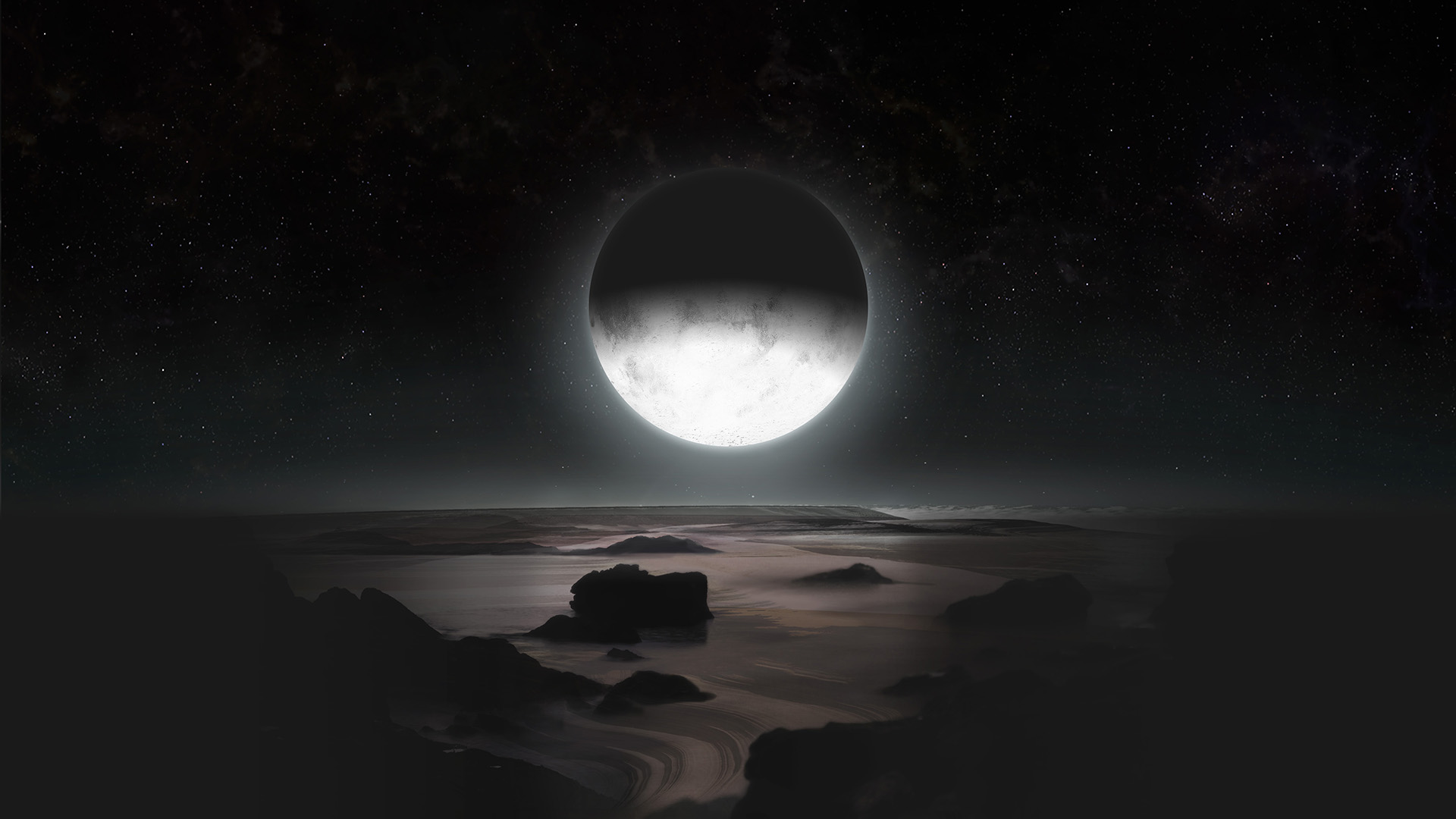
Plutón a la luz de la luna (concepto artístico).

## Planetas extrasolares
Para los observadores en planetas extrasolares, las constelaciones diferirían dependiendo de las distancias involucradas. La vista del espacio exterior de los exoplanetas puede extrapolarse de software de código abierto como Celestia o Stellarium. Debido al paralaje, las estrellas distantes cambian de posición menos que las cercanas. Para observadores extraterrestres, el Sol sería visible a simple vista solo a distancias inferiores a 20 – 27 parsec (60–90 ly). Si el Sol fuera observado desde otra estrella, siempre aparecería en las coordenadas opuestas en el cielo. Así, un observador ubicado cerca de una estrella con AR a 4 hr y declinación −10 vería el Sol ubicado en AR: 16 hr, dec: +10. Una consecuencia de observar el universo desde otras estrellas es que las estrellas que pueden parecer brillantes en nuestro cielo pueden parecer más tenues en otros cielos y viceversa.
En mayo de 2017, destellos de luz de la Tierra, vistos como centelleos por DSCOVR, un satélite situado aproximadamente a un millón de millas de la Tierra en el punto L1 de Lagrange Tierra-Sol, se descubrieron como luz reflejada de cristales de hielo en la atmósfera. La tecnología utilizada para determinar esto puede ser útil para estudiar las atmósferas de mundos distantes, incluidos los de exoplanetas.
La posición de las estrellas en los cielos extrasolares difiere menos de las posiciones en el cielo de la Tierra en las estrellas más cercanas a la Tierra, con las estrellas cercanas desplazándose más en su posición. El Sol aparecería como una estrella brillante solo en las estrellas más cercanas. En el sistema estelar Alfa Centauri, el Sol aparecería como una estrella brillante continuando la línea ondulada de Casiopea hacia el este, mientras que Sirius se desplazaría a una posición justo al lado de Betelgeuse y su propia enana roja Próxima Centauri seguiría apareciendo como una estrella tenue en contraste con sus estrellas principales A y B. En la estrella de Barnard, el Sol aparecería entre un Sirius poco desplazado y el Cinturón de Orión en comparación con el cielo de la Tierra. Por el contrario, el Sol aparecería desde Sirius y también Prócyon alrededor de Altair.
Los planetas del sistema TRAPPIST-1 orbitan extremadamente cerca unos de otros, tanto que cada planeta del sistema proporcionaría una vista detallada de los otros seis. Los planetas del sistema TRAPPIST-1 aparecerían en el cielo con diámetros angulares comparables a los de la luna vista desde la Tierra. En condiciones de visualización claras, detalles como fases y características de la superficie serían fácilmente visibles a simple vista.

## Desde la Gran Nube de Magallanes
Desde un punto de vista en la Gran Nube de Magallanes, la Vía Láctea tendría una magnitud aparente total de −2,0, más de 14 veces más brillante que la Gran Nube de Magallanes vista desde la Tierra, y abarcaría unos 36° en el cielo, el ancho de más de 70 lunas llenas. Además, debido a la alta latitud galáctica de la Gran Nube de Magallanes, un observador allí obtendría una vista oblicua de toda la galaxia, libre de la interferencia del polvo interestelar que dificulta el estudio en el plano de la Vía Láctea desde la Tierra. La Pequeña Nube de Magallanes tendría una magnitud de aproximadamente 0,6, sustancialmente más brillante que la Gran Nube de Magallanes vista desde la Tierra.

## Lecturas complementarias
- Carroll, Michael (2007). Space art: how to draw and paint planets, moons, and landscapes of alien worlds [Arte espacial: cómo dibujar y pintar planetas, lunas y paisajes de mundos alienígenas] (en inglés). Nueva York: Watson-Guptil Publications. ISBN 9780823048762.
- Carroll, Michael (2010). Drifting on Alien Winds Exploring the Skies and Weather of Other Worlds [Derivando en vientos alienígenas: explorando los cielos y el clima de otros mundos] (en inglés). Nueva York, NY: Springer Science+Business Media, LLC. ISBN 9781441969170.
- Barnett, Lincoln (20 de diciembre de 1954). «The Starry Universe» [El universo estrellado]. Life (en inglés): 44-64. Consultado el 12 de abril de 2013.
- Perelman, Yakov (2000). «Lunar heavens». Astronomy for entertainment [Astronomía para entretenimiento] (en inglés). Honolulu: University Press of the Pacific. pp. 78-84. ISBN 9780898750560.